# Бродерик, Патриша
Патриша Биоу Бродерик (англ. Patricia Biow Broderick; 23 февраля 1925, Нью-Йорк, Нью-Йорк — 18 ноября 2003, Гринвич-Виллидж, Нью-Йорк) — американская художница и драматург. Она была женой актёра Джеймса Бродерика и матерью Мэттью Бродерика, который также является актёром.

## Ранние годы и карьера
Бродерик родилась под именем Патриша Биоу в Нью-Йорке, дочь Софи (урождённой Тауб) (1895–1943) и Милтона Х. Биоу (1892–1976), президента рекламной фирмы. Её семья была еврейскими иммигрантами из Германии и Польши. Когда ей было 18, её мать умерла в возрасте 48 лет, это случилось в 1943 году. Её отец умер 33 года спустя. Бродерик училась живописи у Руфино Тамайо, который был её учителем рисования в школе Долтона на Манхэттене. Она начала писать пьесы в 1940-х годах, некоторые из них были поставлены в Нью-Йорке и Лондоне. Её сценарий к фильму «Бесконечность» 1996 года был основан на жизни физика, лауреата Нобелевской премии Ричарда Фейнмана.
Её картины выставлялись в нескольких галереях Нью-Йорка и по всей стране. Партнёром Бродерик последние шесть лет был художник Джон Уэсли.

## Личная жизнь
Она вышла замуж за своего первого мужа Джея Кейнера в 1945 году, и они развелись в 1947 году. В 1949 году она вышла замуж за своего второго мужа, актёра Джеймса Бродерика. У них родились две дочери, Марта и Джанет, и сын, актёр Мэттью Бродерик.

## Смерть
Бродерик умерла от рака 18 ноября 2003 года в своём доме в Гринвич-Виллидж в возрасте 78 лет.